# Bevrijding van Parijs

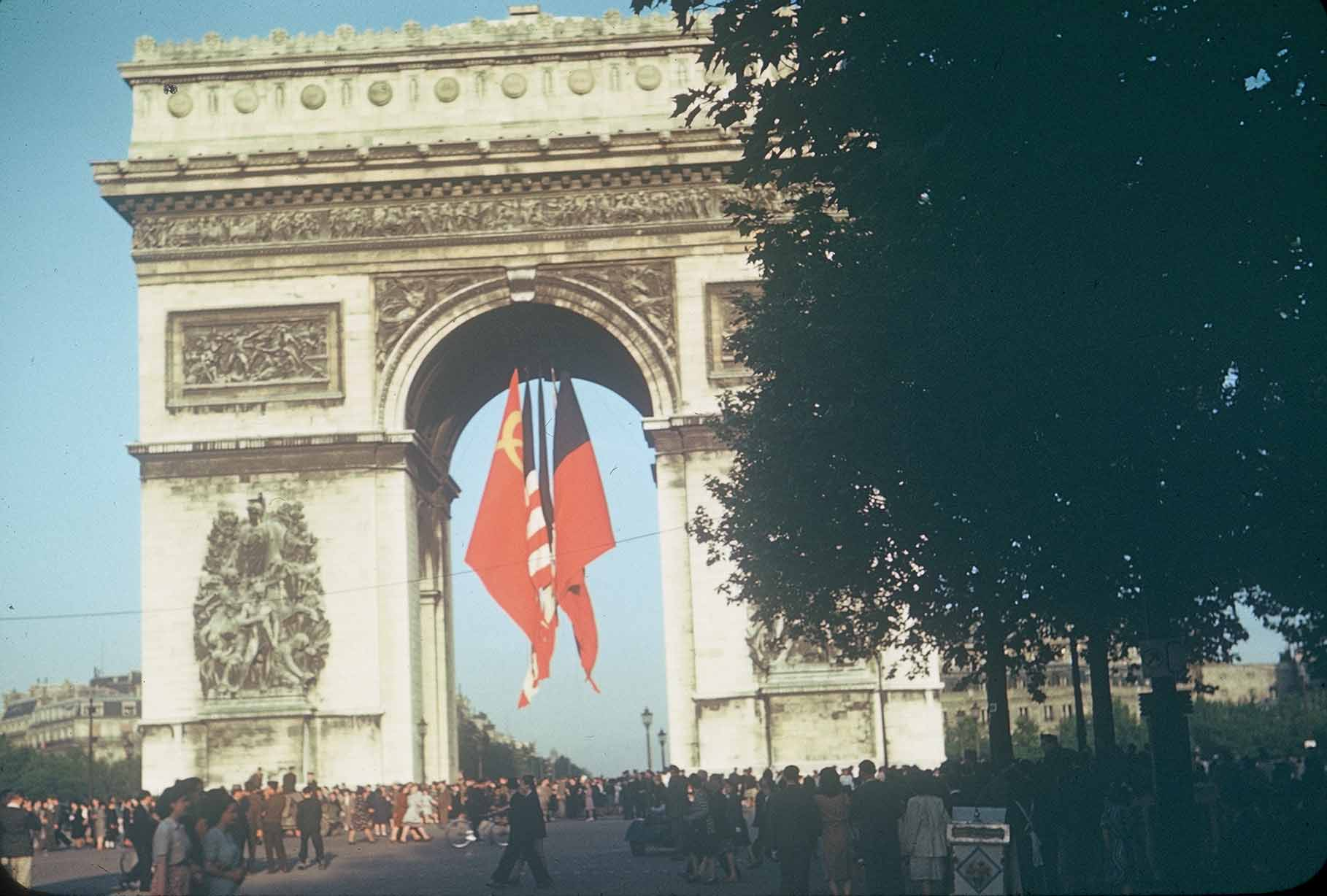
Bevrijding van Parijs

De Bevrijding van Parijs in de Tweede Wereldoorlog vond plaats eind augustus 1944. Men beschouwt de bevrijding van Parijs wel als het einde van Operatie Overlord.

## Algehele staking
Met de geallieerden na de omsingeling van Duitse strijdkrachten in de zak van Falaise in volle opmars naar Parijs, gingen op 15 augustus de Parijse metro en de Parijse politie in staking. Het geallieerde strijdplan voorzag in een omtrekkende beweging rond Parijs, om stadsgevechten, die traditioneel veel mensenlevens eisen, te vermijden.
De volgende dag, 16 augustus, werden de genoemde stakingen gevolgd door de posterijen.
Op 18 augustus was de staking in Parijs algemeen, en werden barricaden opgericht. Het stadhuis, Hôtel de Ville, werd door het verzet bezet.

## Gewapend verzet
Vanaf 19 augustus vonden steeds meer schermutselingen plaats tussen het Parijse verzet en de Duitse bezetter.
Deze bereikten op 22 augustus hun hoogtepunt.
De Zweedse consul trachtte een wapenstilstand te bereiken, een der drie Parijse verzetsgroepen aanvaardde de wapenstilstand echter niet.
De geallieerden waren nu door deze opstand gedwongen hun plan te herzien.

## Inzet Franse strijdkrachten
Generaal Leclerc van de Tweede Franse pantserdivisie
kreeg opdracht de stad binnen te trekken. Er volgden felle gevechten.
Ondanks de opdracht van Hitler aan generaal Dietrich von Choltitz om
Parijs ten koste van alles te houden en de stad te vernietigen, gaf deze op 25 augustus de stad over.
Op die dag trok Charles de Gaulle, leider van de vrije Franse strijdkrachten, de stad binnen
en nam zijn intrek in het ministerie van Oorlog in de Rue Saint-Dominique.
Hier hield hij een speech voor de Parijse bevolking.
Op 26 augustus, terwijl Duitse sluipschutters nog actief waren, volgde een overwinningsparade over de Champs-Élysées.
Op 29 augustus volgde nog een overwinningsparade van de Amerikaanse 28e infanteriedivisie. Tegen deze tijd was de stad vrijwel geheel gezuiverd van Duitse strijdkrachten.
De verliezen onder het verzet en de burgerbevolking worden geschat op 1500 personen.

## Trivia
Bij de 60e verjaardag in 2004 werd de bevrijding herdacht met twee optochten van pantservoertuigen
uit de tijd van de bevrijding, een met Franse en een met Amerikaanse voertuigen.
Voor Hôtel de Ville werd op live muziek op straat gedanst.